# Carl Zeller
Carl Zeller (de nom complet Carl Adam Johann Nepomuk Zeller) (Sankt Peter in der Au, 19 de juny de 1842 – Baden bei Wien, 17 d'agost de 1898) va ser un compositor d'operetes austríac.
Seguí al mateix temps els estudis de música amb Simon Sechter i de Dret. El Ministeri d'Instrucció Pública el nomenà Conseller el 1893, però tingué temps per a dedicar-se al piano, a la composició i a l'ensenyament.
També es dedicà a l'ensenyament, tenint una Acadèmia de Música en la que hi tingué alumnes com el que després seria gran pianista Theodor Stein.

## Operetes
- 1876. Joconde
- 1878. Die Fornarina
- 1880. Capitän Nicoll
- 1886. Der Vagabund
- 1891. Der Vogelhändler (El venedor d'ocells)
- 1894. Der Obersteiger (L'estranger)
- 1901. Der Kellermeister